# Stascha Rohmer

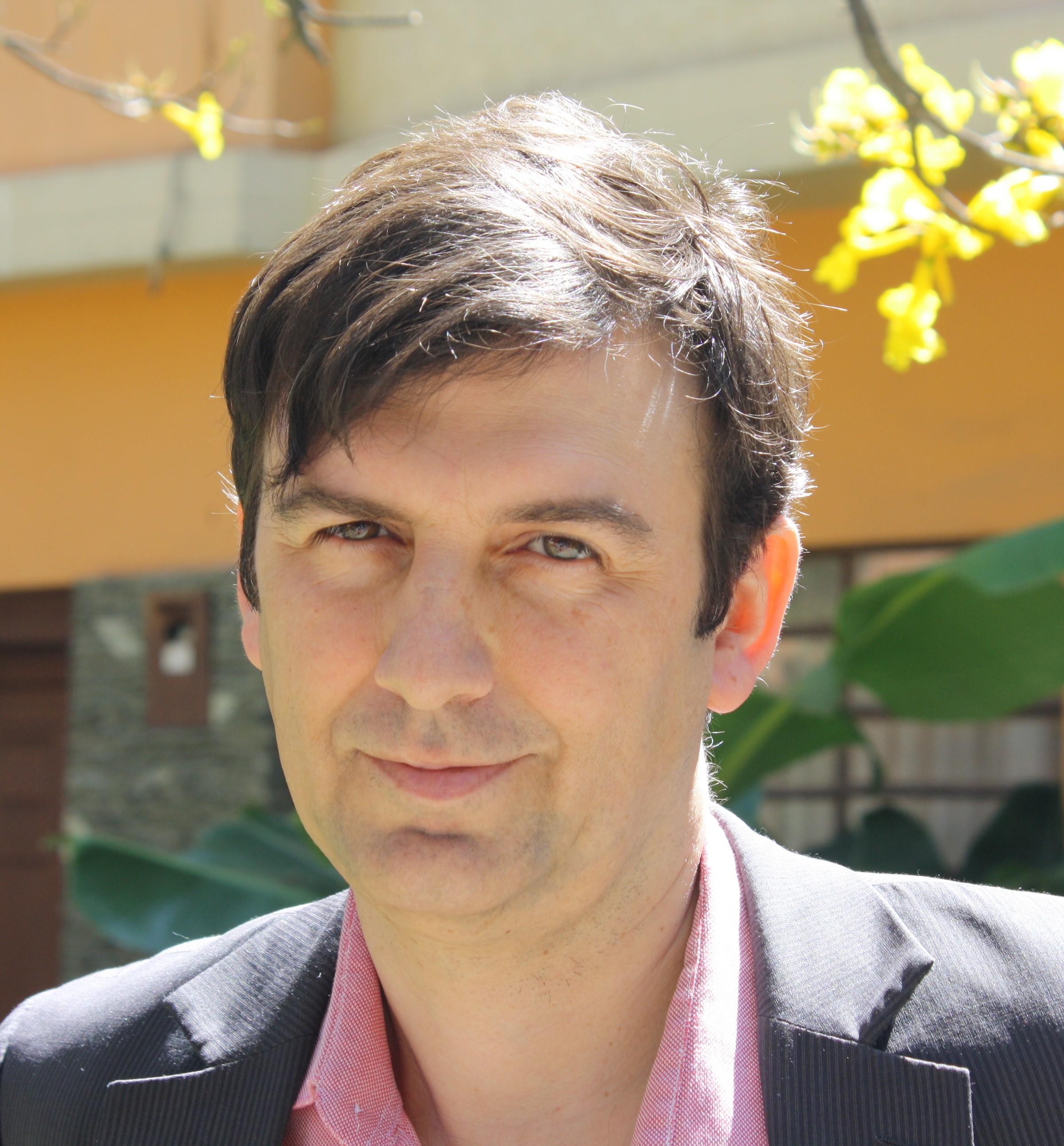
Stascha Rohmer (2017)

Stascha Rohmer (* 29. Juni 1966 in Trier) ist ein deutscher Philosoph. Seine Forschungsschwerpunkte liegen im Bereich der theoretischen Philosophie, des Deutschen Idealismus, der Anthropologie, der Naturphilosophie und der Geschichte der Philosophie. Momentan hat er eine Gastprofessur an der Universidad Pontificia Comillas in Madrid inne.

## Leben
Stascha Rohmer wurde 1966 in Trier geboren. Seine Mutter war die Pädagogin Hildegard Rohmer-Stänner (1948–2022), sein Vater der Architekt Erhard Rohmer (1943–2017). 1985 legte er sein Abitur am Beethoven-Gymnasium Bonn ab und studierte daraufhin Philosophie und Hispanistik an der Freien Universität Berlin und an der Technischen Universität Berlin. Auf Vorschlag Hans Posers und Michael Theunissens wurde er 1996 in die Studienstiftung des deutschen Volkes aufgenommen. Seine Doktorarbeit, welche von Hans Poser und Reiner Wiehl betreut wurde, handelt von der Metaphysik Alfred North Whiteheads.
Zwischen 1999 und 2014 lehrte und forschte Rohmer insbesondere am Institut für Philosophie der Humboldt-Universität Berlin und am Institut für Philosophie des Consejo Superior de Investigaciones Científicas in Madrid. Zugleich engagierte er sich für die von seinem Vater Erhard Rohmer zusammen mit seiner Lebensgefährtin Ana Vera 1984 ins Leben gerufene Stiftung Navapalos in Spanien (Madrid und Soria), deren Arbeitsschwerpunkt auf dem Gebiet des Lehmbaus, der Entwicklungshilfe und der erneuerbaren Energien lag.
Rohmers Forschungstätigkeit wurde von zahlreichen deutschen Institutionen unterstützt wie insbesondere dem DAAD, der Deutschen Forschungsgemeinschaft, der Stiftung Fritz Meyer-Struckmann und der Fritz Thyssen Stiftung. Von 2008 bis 2010 hatte Rohmer ein Intra-European-Fellowship der Europäischen Union im Rahmen des Marie-Curie-Programms inne. Rohmer schrieb mehrere Monographien, deren Ausgangspunkt in historischer Hinsicht insbesondere das Denken Hegels, Ortega y Gassets, Whiteheads und Helmuth Plessners darstellt.
Außerdem übersetzte er den spanischen Philosophen José Ortega y Gasset und den englischen Philosophen Alfred North Whitehead ins Deutsche und gab deren Werke im Suhrkamp Verlag und im Verlag Karl Alber heraus.
Seit 2015 ist Rohmer Professor für Philosophie an der Fakultät für Rechtswissenschaften der Universidad de Medellín in Medellín, Kolumbien. Von 2016 bis 2019 war er dort Direktor der Forschungslinie „Filosofía y Teoría General del Derecho“. Er organisierte und leitete den ersten internationalen Kongress „Schutz der Biodiversität als philosophisch-juristisches Problem“, der vom 16. bis 18. März 2017 an der Universidad de Medellín stattfand. Ferner leitete er den Kongress „Somos memoría: La Escuela de Madrid y el exilio español del 39“ am Instituto Cervantes in Berlin (2013), moderierte das Symposium „Ortega y Alemania: 50 años despúes“ am Instituto Cervantes in Berlin (2005) und leitete – in Zusammenarbeit mit Volker Gerhardt – den Kongress „Natur-Technik-Kultur“ an der Humboldt-Universität zu Berlin (2008). Seit 2008 ist Rohmer ständiges Mitglied im Whitehead Research Project (WRP) in Claremont, Kalifornien (USA). Im SS2019 hatte er eine Gastprofessur (Mercator Fellowship/DFG) am Lehrstuhl für Religionsphilosophie und Wissenschaftstheorie an der Katholisch-Theologischen Fakultät der Ruhr-Universität Bochum; seine Lehrtätigkeit führte ihn an verschiedene Universitäten, wie die Universidad de Antioquia in Medellín (Kolumbien).

## Veröffentlichungen

### Monographien
- Rohmer, Stascha, Die Idee des Lebens. Zum Begriff der Grenze bei Hegel und Plessner, Freiburg/München: Karl Alber 2016. ISBN 978-3-495-48768-6
- Rohmer, Stascha, Liebe – Zukunft einer Emotion, Freiburg/München: Karl Alber 2008. ISBN 978-3-495-48317-6
  - Spanische Übersetzung: Amor. El porvenir de una emoción Übersetzt aus dem Deutschen von Ana María Rabe und Gabriel Menéndez Torrellas, Barcelona: Herder 2013. ISBN 978-84-254-2667-4[6]
- Rohmer, Stascha, Whiteheads Synthese von Kreativität und Rationalität, Reflexion und Transformation in Alfred North Whiteheads Philosophie der Natur, Freiburg/München: Karl Alber 2000. ISBN 978-3-495-48022-9

### Übersetzung und Herausgeberschaft
- Rohmer, Stascha; Toepfer, Georg, Anthropozän – Klimawandel – Biodiversität: Transdisziplinäre Perspektiven auf das gewandelte Verhältnis von Mensch und Natur, Freiburg/München: Karl Alber 07/2021. ISBN 978-3-495-49041-9.
- Rohmer, Stascha; Rabe, Ana María, Homo Naturalis. Zur Stellung des Menschen innerhalb der Natur, Freiburg/München: Karl Alber 2012. ISBN 978-3-495-48471-5
- Ortega y Gasset, José, Der Mensch ist ein Fremder. Schriften zur Metaphysik und Lebensphilosophie, übers. aus dem Spanischen und eingeleitet von Stascha Rohmer (Hg.), Freiburg/München: Karl Alber 2008. ISBN 978-3-495-48104-2
- Whitehead, Alfred North, Denkweisen (Originaltitel:Modes of Thought), übers. und eingl. von Stascha Rohmer (Hg.), Frankfurt am Main: Suhrkamp 2001. ISBN 978-3-518-29132-0

### Aufsätze (Auswahl)
- Límite, jucio y alteridad en Hegel, In: Eidos, No. 28 Enero-Junio 2018, ISSN 2011-7477
- ¿Existen las máquinas vivientes? Sobre la relación entre vida y técnica. In: Isegoría. Revista de Filosofía moral y política, Nr. 55, 2016, S. 595–614. ISSN 1130-2097
- Einführung in Ortega y Gassets Lebensphilosophie. In: José Ortega y Gasset: „Der Mensch ist ein Fremder, Schriften zur Metaphysik und Lebensphilosophie“, Freiburg/München 2008, S. 7–26, online (PDF; 221 kB).